# Silvestre Guzzolini
Silvestre Guzzolini (Osimo, ~1177-Fabriano, 26 de noviembre de 1267) fue un ermitaño y abad italiano benedictino, fundador de la Congregación Benedictina de los Silvestrinos, canonizado por la Iglesia católica en 1589. Su santoral es el 26 de noviembre. Es venerado en Montefano.
Nacido en una familia acomodada, estudió jurisprudencia en la Universidad de Bolonia y, más tarde, siguió estudios de teología en Padua, donde, a pesar de las reticencias de sus padres, fue ordenado sacerdote en 1217.
En 1227, con unos 50 años, se instaló en una gruta pequeña para más tarde mudarse a una de las Cuevas de Frasassi. 
Su gran popularidad hizo que el papa Gregorio IX enviara una congregación de dominicos para invitarlo a entrar en una orden monacal ya constituida, como indicaba el IV Concilio de Letrán. Silvestre siguió la regla benedictina, pero finalmente, por una bula papal de Inocencio IV, creó su propia orden.